# Kożuun uług-chiemski
Kużuun uług-chiemski (ros. Улуг-Хемский кожуун) – kożuun (jednostka podziału administracyjnego w Tuwie, odpowiadająca rejonowi w innych częściach Rosji) w środkowej części autonomicznej rosyjskiej republiki Tuwy.
Kużuun uług-chiemski zamieszkuje 19.250 mieszkańców (1 stycznia 2006 r.); nieco ponad 40% populacji (8.016 osób) stanowi ludność wiejska.
Ośrodkiem administracyjnym tej jednostki podziału terytorialnego jest miasto Szagonar, liczące 11 234 mieszkańców (2006 r.)